# Sphenische Zahl
Als sphenische Zahlen (griechisch σφήν sphén „Keil“) werden in der mathematischen Zahlentheorie die natürlichen Zahlen bezeichnet, die das Produkt genau dreier verschiedener Primzahlen sind. So ist beispielsweise die Zahl 30 eine sphenische Zahl, da sie (Primfaktorzerlegung) durch ein Produkt aus den Primzahlen 2, 3 und 5 dargestellt werden kann. 60 hingegen ist keine sphenische Zahl: Zwar lässt sich auch diese durch das Produkt genau dreier Primzahlen darstellen {\displaystyle (60=2^{2}\cdot 3\cdot 5),} doch tritt die 2 in der Primfaktorzerlegung doppelt auf. Die sphenischen Zahlen sind also Fastprimzahlen der Ordnung 3.
In der Oeconomischen Enzyklopädie von Johann Georg Krünitz aus dem späten 18. und frühen 19. Jahrhundert wird eine sphenische Zahl definiert als
[…] eine Körperzahl, welche drei ungleiche Seiten hat, z. B. vier und zwanzig, deren Seiten zwei, drei und vier sind.
also eine Zahl, die als Produkt dreier verschiedener ganzer Zahlen dargestellt werden kann, die aber keine Primzahlen sein müssen (im gegebenen Beispiel {\displaystyle 24=2\cdot 3\cdot 4} sind 2 und 3 zwar Primzahlen, die 4 jedoch nicht).
Alle sphenischen Zahlen {\displaystyle n=pqr(p<q<r)} besitzen genau 8 Teiler (nämlich 1, p, q, r, pq, pr, qr und pqr). Allgemein gilt: Wenn n quadratfrei und Produkt von k Primzahlen ist, dann hat n genau {\displaystyle 2^{k}} Teiler (1 und n mitgerechnet). Sphenische Zahlen sind per definitionem quadratfrei (haben also {\displaystyle 2^{3}} Teiler). Die Möbiusfunktion ergibt für jede sphenische Zahl −1. Eine berühmte sphenische Zahl ist die Hardy-Ramanujan-Zahl 1729 = {\displaystyle 7\cdot 13\cdot 19.} Die sphenische Zahl {\displaystyle 1001=7\cdot 11\cdot 13} nützt gelegentlich bei Teilbarkeitsüberlegungen.
Die ersten sphenischen Zahlen lauten: 30, 42, 66, 70, 78, 102, 105, 110, 114, 130, 138, 154, 165, …
Die derzeit (2018) größte bekannte sphenische Zahl ist {\displaystyle (2^{74.207.281}-1)\cdot (2^{77.232.917}-1)\cdot (2^{82.589.933}-1),} das Produkt der drei größten bekannten Primzahlen.

## Unvollkommenheit
Die Summe aller Teiler, einschließlich 1 und n, beträgt {\displaystyle s=(p+1)(q+1)(r+1).} Sphenische Zahlen sind nicht vollkommen, denn andernfalls wäre s = 2pqr. Die linke Seite von {\displaystyle (p+1)(q+1)(r+1)=2pqr} ist durch 4 teilbar (denn {\displaystyle q+1} und {\displaystyle r+1} sind gerade), deshalb teilt 4 auch die rechte Seite, so dass {\displaystyle p=2} sein muss (wegen {\displaystyle p<q<r}). Daher teilt {\displaystyle 2+1=3} die linke, und dann auch die rechte Seite, woraus {\displaystyle q=3} folgt. {\displaystyle s=2pqr} reduziert sich deshalb auf die widersprüchliche Gleichung {\displaystyle 12(r+1)=12r.}
Alle ungeraden sphenischen Zahlen sind defizient, weil
{\displaystyle {\frac {(p+1)}{p}}\cdot {\frac {(q+1)}{q}}\cdot {\frac {(r+1)}{r}}\leq {\frac {4}{3}}\cdot {\frac {6}{5}}\cdot {\frac {8}{7}}<2,}
also {\displaystyle (p+1)(q+1)(r+1)<2pqr.} Unter den geraden sphenischen Zahlen sind nur {\displaystyle 2\cdot 3\cdot r} (mit beliebigem Primfaktor {\displaystyle r>3}) und {\displaystyle 2\cdot 5\cdot 7=70} abundant (alle anderen defizient). Sphenische Zahlen der Form {\displaystyle 2\cdot 3\cdot r} sind pseudo-vollkommen (siehe vollkommene Zahl), weil sie sich als Summe wenigstens einiger Teiler (nämlich r, 2r, 3r) darstellen lassen. 70 ist die einzige merkwürdige (d. h. abundante, aber nicht pseudo-vollkommene) sphenische Zahl.
Die Formel für die Summe aller Teiler quadratfreier Zahlen ist verallgemeinerungsfähig (Beweis z. B. mit vollständiger Induktion über k). Die {\displaystyle p_{i}} seien verschiedene Primzahlen. Für
{\displaystyle n=\prod _{i=1}^{k}p_{i}}
gilt
{\displaystyle s=\prod _{i=1}^{k}(p_{i}+1)}.
Daraus folgt, dass n auch für {\displaystyle k>3} nicht vollkommen ist (der indirekte Beweis oben lässt sich mühelos auf den allgemeinen Fall ausdehnen). Also: Alle quadratfreien Zahlen mit wenigstens drei Primfaktoren sind nicht vollkommen (6 dagegen, eine quadratfreie Zahl mit nur zwei Primfaktoren, ist durchaus vollkommen).

## Zwillingszahlen
Die Zahlen {\displaystyle 230(2\cdot 5\cdot 23)} und {\displaystyle 231(3\cdot 7\cdot 11)} bilden das erste Paar zweier direkt aufeinanderfolgender sphenischer Zahlen; man nennt ein solches Zahlenpaar sphenische Zwillingszahlen.
Für sphenische Zwillingszahlen {\displaystyle abc<pqr} gilt {\displaystyle pq\cdot r-ab\cdot c=1.} r und c sind also Primzahl-Lösungen der diophantischen Gleichung {\displaystyle pq\cdot x-ab\cdot y=1.} Nach einem Satz der elementaren Zahlentheorie haben alle Lösungen die Form {\displaystyle x=u+ab\cdot h} und {\displaystyle y=v+pq\cdot h}, dabei sind u und v positive Minimallösungen und h ist eine ganz Zahl. Auf der Suche nach Zwillingen braucht man zu verschiedenen Primzahlen a, b, p, q nur ein h zu bestimmen, so dass x und y Primzahlen werden. Ein Beispiel {\displaystyle 2\cdot 7\cdot x-3\cdot 5\cdot y=1} oder vereinfacht {\displaystyle 14x-15y=1.} Alle Lösungen haben die Form {\displaystyle x=14+15\cdot h} und {\displaystyle y=13+14\cdot h.} Für {\displaystyle h=5} sind x und y Primzahlen (nämlich 89 und 83), so dass {\displaystyle 3\cdot 5\cdot 83=1245} und {\displaystyle 2\cdot 7\cdot 89=1246} sphenische Zwillingszahlen ergeben. Auch für {\displaystyle h=9,11,15} und {\displaystyle 29} findet man Primzahl-Lösungen und infolgedessen sphenische Zwillinge (z. B. 6285 und 6286 für {\displaystyle h=29}).

## Drillingszahlen
Das erste Triplett von aufeinanderfolgenden sphenischen Zahlen bilden {\displaystyle 1309(7\cdot 11\cdot 17),1310(2\cdot 5\cdot 131)} und {\displaystyle 1311(3\cdot 19\cdot 23)}. Bei solchen sphenischen Drillingszahlen hat die mittlere notwendig den Faktor 2 (nicht die beiden äußeren, weil von zwei benachbarten geraden Zahlen eine durch 4 teilbar ist). Eine Folge von vier oder mehr direkt aufeinanderfolgenden sphenischen Zahlen gibt es nicht, da jede vierte ganze Zahl durch 4 teilbar und somit nicht quadratfrei ist.
Die Suche nach Drillingen soll an zwei Beispielen erläutert werden.
1. Beispiel: Die beiden diophantischen Gleichungen {\displaystyle 2\cdot 17\cdot x-3\cdot 11\cdot y=1} und {\displaystyle 5\cdot 7\cdot s-2\cdot 17\cdot t=1} haben die Lösungen {\displaystyle x=1+33\cdot h} und {\displaystyle y=1+34\cdot h} bzw. {\displaystyle s=1+34\cdot k} und {\displaystyle t=1+35\cdot k} (h und k ganze Zahlen). Damit die beiden Lösungen Drillingszahlen ergeben, muss {\displaystyle x=t}, also {\displaystyle 33\cdot h=35\cdot k}. Lösungen dieser speziellen diophantischen Gleichung sind {\displaystyle h=35\cdot j} und {\displaystyle k=33\cdot j} (j ganze Zahl). Deshalb gilt: {\displaystyle x=1+1155\cdot j,y=1+1190\cdot j,s=1+1122\cdot j} (und {\displaystyle t=x} nach Konstruktion). x, y und s sind Primzahlen für {\displaystyle j=44} (nämlich 50821, 52361 und 49369). Also bilden die Zahlen {\displaystyle 3\cdot 11\cdot 52361=1727913,2\cdot 17\cdot 50821=1727914} und {\displaystyle 5\cdot 7\cdot 49369=1727915} sphenische Drillinge.
2. Beispiel: {\displaystyle 2\cdot 5\cdot x-7\cdot 11\cdot y=1} und {\displaystyle 3\cdot 19\cdot s-2\cdot 5\cdot t=1} oder ausgerechnet:
{\displaystyle 10x-77y=1} und {\displaystyle 57s-10t=1.} Die Lösungsmenge lässt sich beschreiben durch {\displaystyle x=54+77h,y=7+10h,s=3+10k,t=17+57k} (h und k ganze Zahlen). Aus der Bedingung {\displaystyle x=t} folgt eine dritte diophantische Gleichung: {\displaystyle 57k-77h=37.} Ihre Lösungen sind {\displaystyle h=1+57j} und {\displaystyle k=2+77j} (j ganze Zahl). Wenn man sie in die Formeln für x, y und s einsetzt, erhält man {\displaystyle x=131+4389j,y=17+570j} und {\displaystyle s=23+770j} ({\displaystyle t=x} nach Konstruktion). Damit sphenische Drillingszahlen entstehen, müssen x, y und s Primzahlen sein. Das ist für {\displaystyle j=0} bereits der Fall (man erhält das bekannte Triplett 1309, 1310, 1311). Auch {\displaystyle j=10} erzeugt Primzahlen ({\displaystyle x=44021,y=5717} und {\displaystyle s=7723}). Das zugehörige Triplett lautet: 440209, 440210, 440211.
Drillinge sind selten. Trotzdem liegt die Vermutung nahe, dass man beliebig viele konstruieren kann. Aber der Beweis, dass es unendlich viele Drillinge gibt, dürfte schwer sein. Auch der Satz von Lejeune Dirichlet hilft nicht weiter, denn er besagt nur, dass in jeder Folge {\displaystyle x=131+4389j} usw. je für sich unendlich viele Primzahlen existieren, gefordert ist aber für alle drei Folgen jeweils dasselbe j.